# صالح الشرقي
صالح الشرقي (1923 - 2011)، هو موسيقار مغربي ظاهرة فريدة في المشهد الموسيقي المغربي، بجمعه بين التلحين والتأليف والتوثيق، فكان بذلك نموذجا للفنان العصامي الذي اجتمع فيه ما تفرق في غيره.
ولد بمدينة سلا سنة 1923، حيث قضى بها مرحلة صباه ليغادرها في سن السابعة إلى مدينة الدار البيضاء التي قضى بها المرحلة الأولى من شبابه. وفي سنة 1945 ظهرت البدايات الأولى للفنان الراحل حيث أخذ أصول وقواعد الفن على يد الأستاذ الراحل أحمد زنيبر، كما تعلم على يده العزف على الآلات وبدأ ميوله لآلة القانون واضحا> التحق سنة 1951 بالجوق العصري الأول التابع للإذاعة والتلفزة المغربية، الذي كان مكونا من كبار الأساتذة والموسيقيين المرموقين، واستطاع الفنان الشرقي سنة 1951 أن يخلق أسلوبا جديدا في الموسيقى مبنيا على قواعد علمية متطورة، ليتوجه سنة 1957 إلى باريس لدراسة صولفيج تحت إشراف وتوجيه الأستاذ مارتينوت، الذي تلقى على يده أصول الموسيقى الغربية الكلاسيكية والعصرية.

## ابرز أعماله
- قام بتلحين قطعة «يا رسول الله خذ بيدي» من كلمات مولاي عبد القادر الجيلاني والتي أثارت إعجاب سيدة الطرب العربي أم كلثوم فغنتها خلال زيارتها للمملكة سنة 1968.[2]

## من مؤلفاته
- «القانون في الموسيقى المغربية» (1965)،
- «المستظرف في قواعد الفن الموسيقي» (1972)
- «أضواء على الموسيقى المغربية» (1975)
- «الإيقاع والمقامات» (1994)
- «ثلاثي-رباعي-خماسي» (1996)
- «جل ترى المعاني» (1997) (سيرة ذاتية)
- «الموسيقى المغربية.. تراث غني ومتنوع» (2011).

## وفاته
توفي بعد ظهر يوم الاثنين 21 نوفمبر 2011، بإحدى مصحات العاصمة الرباط عن عمر 88 عاما.

## وصلات خارجية
- (جريدة هيسبريس): سيرة طويلة ومفصلة عن حياة الفنان صالح الشرقي.
- (جريدة الشرق الأوسط): صالح الشرقي عازف القانون المغربي: الملك الحسن الثاني كان عازف أكورديون وضابط إيقاع بارعا
- (جريدة بيان اليوم): الفنان صالح الشرقي.. عازف على آلة القانون وحارس لذاكرة التراث الموسيقي المغربي